# BLEACH (バンド)
BLEACH(ブリーチ)は、日本のハードコアバンド。ハイウェーブ所属。

## バイオグラフィー
沖縄県で1997年に結成されたガールズ・ハードコアバンド。海外進出も果たし実力派として注目されている。2001年、東芝EMIよりメジャーデビュー。ハイトーンなカンナとデス声のミヤのボーカルの掛け合いは独特の雰囲気をかもし出す。
- 1998年 インディーズデビュー
- 2000年 NYのCBGBでライブ
- 2001年 メジャーデビュー、全米ツアー敢行
- 2003年 ハイウェーブに移籍、ライジング・サン・ロックフェスティバルに参加
- 2005年 Bの「祝すけ」が「ミヤ」に改名[1]
- 2009年 6月10日、公式ホームページにて、解散したことを発表。予定されていたライヴは全てキャンセルとなった。
- 2016年 11月26日、宜野湾HUMAN STAGEにて一夜限りの復活。

## メンバー
カンナ(G&Vo)
サユリ(Dr.&Vo)
ミヤ(B&Vo)　2018年7月よりZAZEN BOYS加入。

## ディスコグラフィー

### アルバム
- 起爆剤 2000.11.11発売 マイクロフォース
  - 1. 視界の幅
  - 2. サンタクロ-ス
  - 3. 革命利用集団
  - 4. 子ブタ28号
  - 5. よい子の町
  - 6. 声
  - 7. 男一直線
  - 8. ブリーチ街道
- 裸の女王 2001.12.12発売 東芝EMI
  - 1. ケムリ ケムリ ケムリ(事故0 死亡101)
  - 2. 震える花
  - 3. 踊る首
  - 4. 夜話
  - 5. 月面
  - 6. 生贄
  - 7. 爆音出し隊A-77
  - 8. 裸の女王
- Bleach 2003.12.12発売 ハイウェーブ
  - 1. 黒ペン美学を天使ちゃんと考えました。
  - 2. Sun-dance (Moon-dance)
  - 3. カナリヤ帝国の逆襲
  - 4. 挑戦
  - 5. 雷光 (枯れ木に花は咲かない)
  - 6. ニルス
  - 7. 尻
  - 8. ハウリング
  - 9. ありがとうございます。
  - 10. Aunt Sara (Bonus Track)
- 右も左も支配する頭は今日も肉を食いヨダレを垂らす 2006.5.5発売 ハイウェーブ
  - 1. サムライジャングル
  - 2. 右も左も支配する頭は今日も肉を食いヨダレを垂らす。
  - 3. ヘッドクリーナー
  - 4. トーチ
  - 5. ピーコックの法則
  - 6. げっちゅー人間
  - 7. Not ピーター
  - 8. この頃ファンタジー
  - 9. 脈動
  - 10. ロックに呼ばれている
  - 11. スケッチブック
  - 12. 斜め
  - 13. スカル裁判
  - 14. 妖しの夢
- 気炎 2008.6.6発売 ハイウェーブ
  - 1. ジョヴォビッチ ～ DEAD BLOOD ～
  - 2. 月蝕
  - 3. デス子
  - 4. In ghost's sigh
  - 5. パステルカラーの自分を殺せ
  - 6. 悪魔は隣
  - 7. ショクザイ
  - 8. Psycho Caravan
  - 9. らくしてかんたんふしあわせ
  - 10. 狂気を食べて
- bleach stone 2009.7.7発売 ハイウェーブ
  - 1. worm
  - 2. 僕が僕である限り
  - 3. ナイト・オブ・ザ・リビングウッド
  - 4. インカローズ
  - 5. 心の模様
  - 6. 未開のイカズチ
  - 7. コンプレックス人間
  - 8. つながりたい‘09
- BEST　2010.2.22発売 ハイウェーブ
  - 1. ジョヴォビッチ ～ DEAD BLOOD ～
  - 2. サムライジャングル
  - 3. デス子
  - 4. Sun-dance(Moon-dance)
  - 5. カナリヤ帝国の逆襲
  - 6. 踊る首
  - 7. 名前の事情
  - 8. 雷光(枯れ木に花は咲かない)
  - 9. 挑戦
  - 10. WORM
  - 11. 右も左も支配する頭は今日も肉を食いヨダレを垂らす
  - 12. げっちゅー人間
  - 13. Not ピーター
  - 14. この頃ファンタジー
  - 15. 僕が僕である限り
  - 16. トーチ
  - 17. 視界の幅

### シングル
- 男一直線　2000.7.7発売 マイクロフォース
  - 1. 男一直線
  - 2. 名前の事情
  - 3. よい子の町
  - 4. 子ブタ28号
- 踊る首 2001.7.7発売 東芝EMI
  - 1. 踊る首
  - 2. 生け贄
  - 3. 誰スカ
  - 4. 名前の事情(ライヴ実況録音)
  - 5. サンタクロース(ライヴ実況録音)
- 震える花 2001.11.11発売 東芝EMI
  - 1. 震える花
  - 2. 視界の幅（ライブ映像）
  - 3. 踊る首（ライブ映像）
  - 4. 男一直線（ライブ映像）
- カナリヤ帝国の逆襲 2003.10.10発売 ハイウェーブ
  - 1. 太陽
  - 2. カナリヤ帝国の逆襲
  - 3. ハウリング